# Teatro Ángela Peralta
El Teatro Ángela Peralta es un edificio teatral de la ciudad de Mazatlán, Sinaloa. Fue erigido en la época porfiriana del puerto y es considerado una de las construcciones de su tipo más bellas e importantes en México. Fue declarado Patrimonio Histórico Nacional en 1990.

## Historia
El diseño original del edificio corrió a cargo del ingeniero Andrés Librado Tapia y su construcción se llevó a cabo entre 1869 y 1874.
Fue inaugurado el 15 de febrero de 1874, con el nombre de Teatro Rubio, propiedad del empresario Manuel Rubio. En aquella época este teatro era una modesta sala popular. Entre 1879 y 1881 se llevaron a cabo varias renovaciones y reparaciones importantes. Una vez completamente terminado, fue inaugurado oficialmente el 6 de febrero de 1881.La cantante Ángela Peralta falleció el 30 de agosto de 1883 en el contiguo hotel Iturbide (hoy Centro Municipal de las Artes). No hay evidencia de que la soprano haya cantado alguna vez ante el público en el teatro que ahora lleva su nombre, pero se puede argumentar que ensayó.En 1943, durante los años de la Segunda Guerra Mundial, el Teatro Rubio se convirtió en Cine Ángela Peralta y fue cerrado años más tarde en 1964, aunque siguió utilizándose como taller de las carrozas de la Reina del Carnaval. En el carnaval de 1969 fue inaugurado por última vez para ofrecer un espectáculo burlesco.
En 1975, el huracán Olivia levantó el techo de madera del teatro y se estrelló en su interior, rompiendo sus balcones de hierro fundido y dejando en pedazos la carpintería del foro. En 1987, después de más de 10 años de deterioro y olvido, el arquitecto Juan José León Loya llevó a cabo la restauración del edificio.Una vez finalizada la segunda restauración del teatro, fue inaugurado por tercera vez el 23 de octubre de 1992. 
El 19 de diciembre de 1990, mediante decreto presidencial, el teatro fue declarado Patrimonio Histórico de la Nación. Hoy es sede de eventos artísticos y culturales de talla nacional e internacional.